# Morti nel 1987/Senza giorno specificato
| Questa pagina contiene informazioni ricavate automaticamente dalle voci biografiche con l'ausilio del template Bio e di un bot. L'aggiornamento è periodico e automatico e ricostruisce completamente la pagina. Se manca una persona in questa lista, sei pregato di non aggiungerla, ma accertati piuttosto che la sua voce biografica contenga il template Bio e che i dati anagrafici siano correttamente compilati. Se il template Bio manca, inseriscilo tu stesso o, in alternativa, metti l'avviso {{tmp\|Bio}} che ne segnala la mancanza. Se i dati riportati sono sbagliati, correggi direttamente la voce biografica; le modifiche saranno visibili in questa lista entro pochi giorni. Per chiarimenti vedi il progetto biografie. La lista contiene solo le 65 persone che sono citate nell'enciclopedia e per le quali è stato implementato correttamente il template Bio. Pagina aggiornata al 3 mar 2024. |

- Costică Acsinte, fotografo rumeno (n. 1897)
- Angelo Albertoni, calciatore italiano (n. 1904)
- Juan Aparicio López, giornalista spagnolo (n. 1906)
- Walter Avarelli, magistrato e giocatore di bridge italiano (n. 1912)
- Cesare Baccelli, scultore italiano (n. 1928)
- Marcelle Barbey-Gampert, botanica, geologa e climatologa svizzera (n. 1895)
- Giorgio Barzilai, ingegnere italiano (n. 1911)
- Giorgio Berzero, politico italiano (n. 1896)
- Gino Bondavalli, pugile italiano (n. 1911)
- Alberto Boscolo, medievista italiano (n. 1920)
- Marc Bossy, cestista e allenatore di pallacanestro svizzero (n. 1920)
- William Bronzoni, calciatore italiano (n. 1927)
- Oscar Casanovas, pugile argentino (n. 1914)
- Sergio Civinini, giornalista e scrittore italiano (n. 1929)
- Giancarlo Cocchia, pittore italiano (n. 1924)
- Fausto Comar, calciatore italiano (n. 1912)
- Helen Connelly, attrice statunitense (n. 1908)
- Miguel Cussó, fumettista spagnolo (n. 1921)
- Nicola De Feo, giornalista italiano (n. 1909)
- Andrea De Giovanni, fotografo italiano (n. 1912)
- Frans Depooter, pittore belga (n. 1898)
- Gary Driscoll, batterista statunitense (n. 1946)
- Douglas Morton Dunlop, islamista e storico britannico (n. 1909)
- Alberto Fabiani, stilista italiano (n. 1910)
- Eliano Fantuzzi, pittore italiano (n. 1909)
- Simha Flapan, storico e politico israeliano (n. 1911)
- Umberto Forti, matematico e storico della scienza italiano (n. 1901)
- Maxwell Fry, architetto britannico (n. 1899)
- Otmar Gazzari, calciatore italiano (n. 1905)
- Carlo Gianelli, calciatore e allenatore di calcio italiano (n. 1904)
- Ettore Giardiniero, politico italiano (n. 1943)
- Island Guizzo, pittore italiano (n. 1915)
- Arthur Holland, arbitro di calcio inglese (n. 1922)
- Attila Hörbiger, attore austriaco (n. 1896)
- Kelley Roos, scrittore statunitense (n. 1911)
- Habib Ali Kiddie, hockeista su prato pakistano (n. 1929)
- John Lehmann, scrittore britannico (n. 1907)
- Trio Lescano, cantante ungherese (n. 1910)
- Clemente Meroni, pugile italiano (n. 1907)
- Gennadij Michasevič, serial killer sovietico (n. 1947)
- Joe Mondragon, contrabbassista statunitense (n. 1920)
- Ted Moore, direttore della fotografia sudafricano (n. 1914)
- Félix Morlion, presbitero belga (n. 1904)
- Wilhelm Neukom, calciatore svizzero (n. 1920)
- Josep Puigdengolas Barella, pittore spagnolo (n. 1906)
- Alice Rahon, scrittrice e artista francese (n. 1904)
- Gino Rossi, pugile italiano (n. 1908)
- Francesco Safina, medico italiano (n. 1900)
- Tino Santoni, direttore della fotografia italiano (n. 1913)
- Clemente Santopaolo, calciatore italiano (n. 1905)
- Viola Savoy, attrice statunitense (n. 1899)
- Michael Sharland, giornalista, fotografo e ornitologo australiano (n. 1899)
- Ben Sherman, stilista britannico (n. 1925)
- Stepan Spandarjan, cestista e allenatore di pallacanestro sovietico (n. 1906)
- Jiřina Štěpánová, cestista cecoslovacca (n. 1930)
- Gwen Sterry, tennista britannica (n. 1905)
- Georges Sécan, pittore francese (n. 1913)
- Ilse Totzke, musicista tedesca (n. 1913)
- Giuseppe Vittorio Ugo, architetto, ingegnere e scenografo italiano (n. 1897)
- Vitalij Ušakov, nuotatore e pallanuotista sovietico (n. 1920)
- Luigi Maria Veronesi, pittore e incisore italiano (n. 1899)
- Ralph Watts, cestista, allenatore di pallacanestro e dirigente sportivo canadese (n. 1927)
- Ray Wright, calciatore inglese (n. 1918)
- Yūsuf al-Khāl, poeta e scrittore siriano (n. 1917)
- Francisco Gomes da Costa, calciatore portoghese (n. 1919)